# Federica Masolin
Federica Masolin (Milano, 7 maggio 1985) è una giornalista e conduttrice televisiva italiana.

## Biografia
Si è laureata in Lettere moderne all'Università Cattolica del Sacro Cuore, per poi contribuire allo sviluppo dei giornali locali. Successivamente nel 2005 ha svolto un apprendistato presso la redazione di Sky Sport. L'esperienza maturata presso Sky Sport le ha permesso di diventare corrispondente della pallavolo per gli incontri sia della Superlega sia della lega Serie A1 femminile.
Nel 2009, ha intrapreso la carriera di giornalista sportiva come inviata per le gare di Serie A e Serie B sempre su Sky Sport, per poi ricoprire il ruolo di presentatrice delle partite della Copa América 2011 sull'emittente di Sky.
Ha anche presentato Euro Calcio Show, dedicato alla trasmissione dei campionati di calcio esteri in Italia. Nel 2012 ha seguito le Olimpiadi estive a Londra e poi quelle invernali a Sochi del 2014.
Nel 2013 ha iniziato a dirigere il programma Sky Sport24.
Nel 2014 entra nel mondo della Formula 1 sempre per Sky Sport. Ha fatto la sua prima apparizione al Gran Premio d'Australia 2014 e fino al Gran Premio di Abu Dhabi 2023 ha condiviso il reparto con i colleghi Davide Valsecchi, Mara Sangiorgio e il campione del mondo 1997 Jacques Villeneuve.
Nel 2017 si è aggiudicata il premio di miglior giornalista femminile dell'anno, assegnato da Telegiornaliste.com, settimanale online dedicato alle giornaliste televisive, alle donne e alla televisione. Ha ottenuto questo riconoscimento piazzandosi davanti alla collega Giorgia Rossi, avendo ottenuto il 52,4% dei voti.
È ambasciatrice della Laureus Sport for Good Foundation, avendo preso parte a eventi di beneficenza per la fondazione.
Ha fatto parte della comunità Run That Track raccogliendo fondi per fondazioni che aiutano i bambini in Bangladesh, Ghana e Sudafrica.
Dopo l'addio alla Formula 1, nel 2023 passa a condurre il Champions League Show relativo agli incontri di UEFA Champions League. Nel 2024 ha seguito anche gli Europei di calcio.
Nonostante il suo addio dalla F1, come annunciato da Sky Sport in occasione delle presentazione della squadra motori per la stagione 2024, rimarrà coinvolta nella squadra per contenuti speciali nell'arco della stagione.
In aggiunta per la stagione 2024-2025 conduce After Party – Best of Europe, che al giovedì, in un’ora, ricostruisce la tre giorni di Champions, Europa e Conference League.